# Плошай, Зенон
Зенон Плошай (пол. Zenon Płoszaj; 18 октября 1924, Лодзь — 14 января 2003, там же) — польский скрипач и музыкальный педагог.
Учился в Высшей музыкальной школе в Лодзи у Мечислава Шалеского, затем совершенствовал своё мастерство в Московской консерватории у Юрия Янкелевича.
С 1959 г. преподавал в Академии музыки в Лодзи, с 1972 г. заведовал кафедрой смычковых инструментов, в 1969—1981 гг. ректор Академии. Из учеников Плошая наибольшую известность завоевала Барбара Гуржинска.